# Sinapsis colinérgica

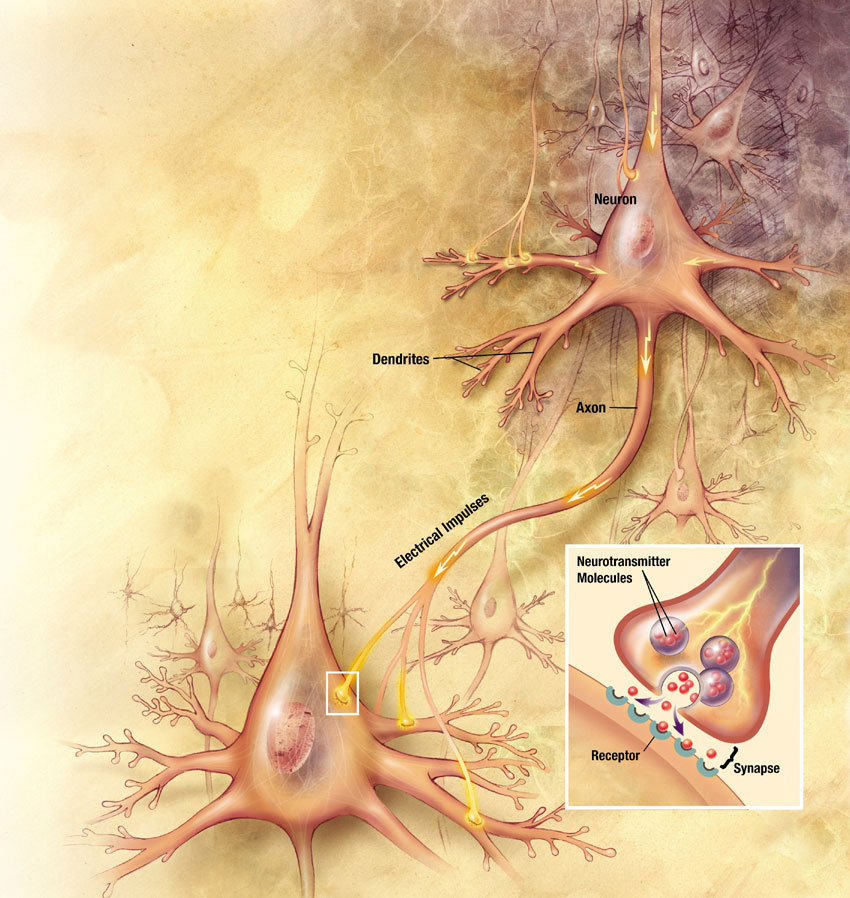
Representación de la sinapsis colinérgica (Neurotransmisor: acetilcolina)

Las sinapsis colinérgicas consisten en procesos neuroquímicos que usan moléculas de acetilcolina como neurotransmisor. 
Este tipo de sinapsis se presenta en:
- Uniones neuromusculares que involucran fibras musculares esqueléticas.
- Varias conexiones en el sistema nervioso central.
- Sinapsis neurona-neurona en el sistema nervioso periférico.
- Uniones neuromusculares y neuroglandulares de la división parasimpática del sistema nervioso autónomo.

## Eventos de la sinapsis colinérgica
La transmisión sináptica empieza cuando un potencial de acción o un impulso electroquímico alcanza el botón sináptico de la neurona presináptica y lo despolariza. Como respuesta, canales de calcio dependientes del potencial se abren, permitiendo que iones de Ca2+ extracelulares entren y se difundan en el botón sináptico. La influencia del Ca2+ causa que muchas de las vesículas presinápticas que almacenan acetilcolina, se fusionen con la membrana presináptica y así cientos de moléculas de esta sustancia sean liberadas por exocitosis en la hendidura o espacio sináptico. 
Este proceso se detiene rápidamente porque los iones de calcio son removidos rápidamente del citoplasma de la hendidura sináptica por mecanismos de transporte activo, y son transferidos a las mitocondrias, vesículas o retículo endoplasmático. 
Algunas de las moléculas de acetilcolina que son liberadas se unen a sus neurorreceptores específicos que están incrustados en la membrana de la neurona postsináptica, estos receptores son canales iónicos químicamente regulados, cuya respuesta primaria es una alta permeabilidad al Na+, desencadenando una despolarización que dura aproximadamente 20 mseg y cuyo potencial es graduado, es decir, a mayor cantidad de acetilcolina liberada en la membrana presináptica, mayor es la despolarización. Si dicha despolarización hace que la membrana que rodea la sinapsis llegue a su umbral, aparecerá un potencial de acción en la neurona postsináptica, lo que genera otras respuestas fisiológicas.

## Receptores involucrados en las sinapsis colinérgicas

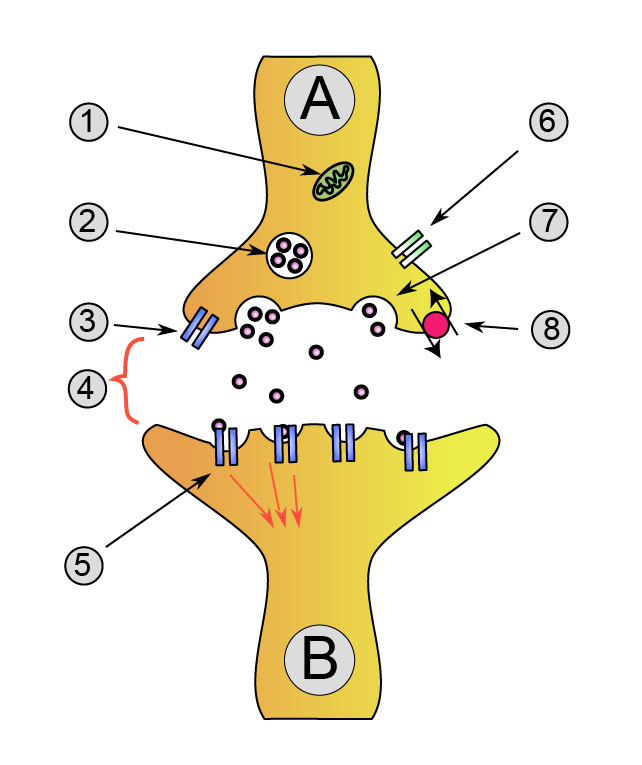
A. Neurona (Presináptica)
B. Neurona (Postsináptica)
1. Mitocondria
2. Vesícula sináptica llena de acetilcolina
3. Autoreceptor
4. Espacio o hendidura sináptica
5. Neurorreceptor
6. Canal de calcio
7. Exocitosis: liberación de acetilcolina
8. Recapturación de acetilcolina

En el sistema nervioso existen 2 tipos de receptores de acetilcolina. Los más comunes son los llamados nicotínicos (asociados a canales iónicos), cuyo nombre se debe a que pueden ser estimulados con la nicotina, que es activa sobre las sinapsis ganglionares y sobre la placa motora del músculo esquelético. 
El otro tipo de receptores son los muscarínicos (acoplados a proteínas G), que poseen una estructura y mecanismo de acción diferentes, y pueden ser estimulados por la muscarina, que por su parte, es activa sólo sobre receptores de fibras lisas y cardiacas. 
Los receptores nicotínicos son más rápidos y generalmente excitatorios, consisten en compuestos de 5 subunidades de polipéptidos de las cuales 2 tienen sitios de enlace para moléculas de acetilcolina. Al unirse, estas 5 subunidades forman un neurorreceptor, es decir, un canal iónico en la bicapa lipídica que proporciona un medio acuoso para permitir el paso de iones.
Normalmente, estos canales están cerrados, pero cuando las 2 subunidades que tienen afinidad con la acetilcolina son ocupadas, estas macromoléculas cambian de conformación y el canal iónico se abre permitiendo el intercambio de iones Na+, lo que genera un cambio de potencial en la membrana de la neurona postsináptica, causando su despolarización y por consiguiente provocando una respuesta biológica, objetivo final de la sinapsis.

## Mecanismo de regulación
Los efectos sobre la membrana postsináptica son temporales por lo que existe un mecanismo encargado de que la sinapsis no esté permanentemente activa. Antes y después de cumplir su función de neurotransmisor, la acetilcolina es metabolizada para restaurar el nivel de estimulación basal de las fibras postsinápticas o de los órganos inervados por el sistema colinérgico. 
Aproximadamente la mitad de la acetilcolina se descompone antes de alcanzar los receptores de la membrana postsináptica, y las moléculas que alcanzaron los receptores generalmente son descompuestas a los 20 mseg de su llegada. 
El proceso de descomposición de la acetilcolina consiste en un proceso hidrolítico catalizado por una enzima específica llamada acetilcolinesterasa que degrada este neurotransmisor en dos productos: acetato y colina. Por endocitosis, la colina es activamente reabsorbida por el botón sináptico de la neurona presináptica y se vuelve a usar para sintetizar más neurotransmisores utilizando acetato proporcionado por la coenzima A y energía de la mitocondria. El acetato difundido lejos de la sinapsis puede ser absorbido y metabolizado por la célula postsináptica, por otras células o tejidos.

## Correlación clínica
La enfermedad de Alzheimer consiste en un proceso degenerativo caracterizado por la pérdida de neuronas colinérgicas y un descenso drástico de la actividad de la enzima colina acetiltransferasa en varias regiones del cerebro, que es la enzima encargada de unir la acetil-CoA a la colina para permitir la formación de acetilcolina.
Algunas drogas como la toxina botulínica afectan las terminales sinápticas, esta sustancia es responsable del primer síntoma del botulismo, una parálisis generalizada de los músculos esqueléticos. La toxina botulínica bloquea la liberación de acetilcolina en la membrana presináptica de las neuronas colinérgicas, y a pesar de que ser causante de esta enfermedad fatal, en la actualidad la toxina botulínica o más conocida como “Bótox®”, es potencialmente usada por cirujanos plásticos y dermatólogos para fines estéticos, en que cantidades muy pequeñas son inyectadas debajo de la piel con el fin de causar parálisis de los músculos faciales pequeños que generan arrugas.